# Francesco Salvatore d'Asburgo-Lorena
Francesco Salvatore d'Asburgo-Toscana (tedesco: Erzherzog Franz Ferdinand Karl Salvator Maria Joseph Leopold Anton von Padua Johann Baptist Gennaro Aloys Gonzaga Rainer Benedikt Bernhard von Österreich-Toskana) (Altmünster, 21 agosto 1866 – Vienna, 20 aprile 1939) è stato un membro del ramo toscano del Casato degli Asburgo-Lorena.

## Biografia

### Infanzia e carriera
Era il secondo figlio maschio dell'arciduca Carlo Salvatore d'Asburgo-Toscana, uno degli ultimi figli del granduca Leopoldo II, ultimo sovrano degli Asburgo-Lorena regnante nel Granducato di Toscana e spodestato dai moti del 1859. Sua madre era la principessa Maria Immacolata di Borbone-Due Sicilie, figlia di Ferdinando II delle Due Sicilie e della sua seconda moglie, Maria Teresa.
Francesco Salvatore ebbe un'educazione di tipo militare, studiando all'Accademia Militare di Wiener Neustadt e uscendone alfiere di un reggimento di ulani; promosso, grazie alle sue origini reali, tenente e poi capitano, ebbe notevoli incarichi d'amministrazione al Ministero della Guerra di Vienna, dedicandosi per molto tempo interamente alle pratiche militari.

### Matrimoni e figli
Durante un ballo conobbe l'arciduchessa Maria Valeria d'Asburgo-Lorena, figlia minore di Francesco Giuseppe I ed Elisabetta di Baviera; pare che Francesco Salvatore si fosse perdutamente innamorato dell'arciduchessa e che ella ricambiasse il suo amore, acconsentendo a sposarlo nonostante la sua appartenenza a un ramo secondario e non più regnante degli Asburgo e con finanze molto scarse.
La cerimonia ebbe luogo il 31 luglio 1890 a Ischl. Ebbero dieci figli:
- arciduchessa Elisabetta Francesca Maria Carolina Ignazia (1892-1930), sposò il conte Georg von Waldburg zu Zeil und Hohenems, ebbero figli;
- arciduca Francesco Carlo Salvatore Maria Giuseppe Ignazio (1893-1918);
- arciduca Uberto Salvatore Raniero Maria Giuseppe Ignazio (1894-1971), sposò Rosemary zu Salm-Salm, ebbero figli;
- arciduchessa Edvige Maria Immacolata Michela Ignazia (1896-1970), sposò il conte Bernhard zu Stolberg-Stolberg, ebbero figli;
- arciduca Teodoro Salvatore (1899-1978), sposò la contessa Maria Theresa von Waldburg zu Zeil und Trauchburg, ebbero figli;
- arciduchessa Gertrude Maria Gisella Elisabetta Ignazia (1900-1962), sposò il conte Georg von Waldburg zu Zeil und Trauchburg, ebbero figli;
- arciduchessa Maria Elisabetta Teresa Filomena Ignazia (1901-1936);
- arciduca Clemente Salvatore Leopoldo Benedetto Antonio Maria Giuseppe Ignazio (1904-1974), sposò la contessa Elisabeth Rességuier de Miremont, ebbero figli;
- arciduchessa Matilde Maria Antonia Ignazia (1906-1991), sposò Ernst Hefel, non ebbero figli;
- arciduchessa Agnese (1911-1911).

Il matrimonio si rivelò inizialmente molto armonioso, ma Francesco Salvatore ebbe poi numerose relazioni amorose e sessuali, tra le quali la principessa Stephanie von Hohenlohe; tuttavia Francesco Salvatore amò molto Maria Valeria.
Francesco Salvatore ebbe un figlio illegittimo dalla principessa Stephanie von Hohenlohe:
- Franz Josef Rudolf Hans Weriand Max Stefan Anton von Hohenlohe-Waldenburg-Schillingsfürst, alla cui nascita fu dato il nome del marito di sua madre, sebbene Francesco Salvatore ne fosse il padre.

Durante la prima guerra mondiale Francesco Salvatore fu promosso tenente generale e guidò alcune operazioni militari contro i russi in Romania e Galizia; dieci anni dopo la morte di Maria Valeria, l'arciduca sposò la baronessa Melanie von Risenfels, dalla quale non ebbe figli.
L'arciduca è ricordato come un abile stratega militare e un valoroso soldato, anche se ben poco costante nelle sue amicizie in politica e in diplomazia e nei suoi amori, nonostante si fosse dimostrato talvolta un buon politico di tendenze filo-liberali e un buon consorte.

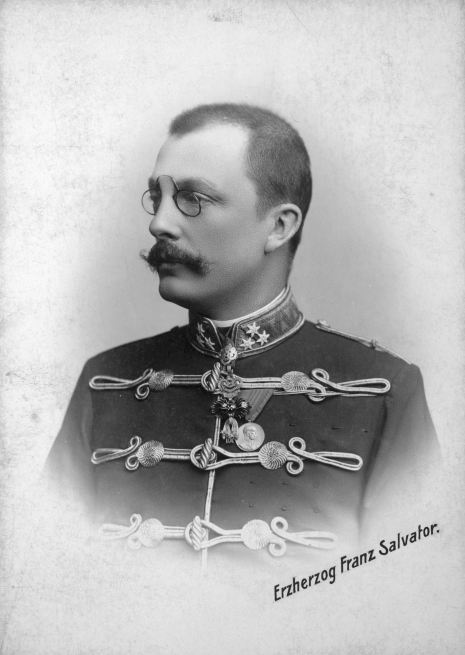
L'arciduca Francesco Salvatore in una foto di Anton Paul Huber

## Ascendenza
|                                         |                               |                                      | Genitori                              |  |  | Nonni |  |  | Bisnonni                  |  |  | Trisnonni                    |  |
|                                         |                               |                                      |                                       |  |  |       |  |  | Ferdinando III di Toscana |  |  | Leopoldo II d'Asburgo-Lorena |  |
|                                         |                               |                                      |                                       |  |  |       |  |  | Ferdinando III di Toscana |  |  | Leopoldo II d'Asburgo-Lorena |  |
|                                         |                               | Maria Luisa di Borbone-Spagna        |                                       |  |  |       |  |  | Ferdinando III di Toscana |  |  |                              |  |
| Leopoldo II di Toscana                  |                               |                                      |                                       |  |  |       |  |  | Ferdinando III di Toscana |  |  |                              |  |
|                                         |                               | Luisa Maria Amalia di Borbone-Napoli | Ferdinando I delle Due Sicilie        |  |  |       |  |  |                           |  |  |                              |  |
|                                         |                               | Luisa Maria Amalia di Borbone-Napoli | Ferdinando I delle Due Sicilie        |  |  |       |  |  |                           |  |  |                              |  |
|                                         |                               | Luisa Maria Amalia di Borbone-Napoli | Maria Carolina d'Asburgo-Lorena       |  |  |       |  |  |                           |  |  |                              |  |
| Carlo Salvatore d'Asburgo-Toscana       |                               | Luisa Maria Amalia di Borbone-Napoli |                                       |  |  |       |  |  |                           |  |  |                              |  |
|                                         |                               | Francesco I delle Due Sicilie        | Ferdinando I delle Due Sicilie        |  |  |       |  |  |                           |  |  |                              |  |
|                                         |                               | Francesco I delle Due Sicilie        | Ferdinando I delle Due Sicilie        |  |  |       |  |  |                           |  |  |                              |  |
|                                         |                               | Francesco I delle Due Sicilie        | Maria Carolina d'Asburgo-Lorena       |  |  |       |  |  |                           |  |  |                              |  |
| Maria Antonietta di Borbone-Due Sicilie |                               | Francesco I delle Due Sicilie        |                                       |  |  |       |  |  |                           |  |  |                              |  |
|                                         |                               | Isabella di Borbone-Spagna           | Carlo IV di Spagna                    |  |  |       |  |  |                           |  |  |                              |  |
|                                         |                               | Isabella di Borbone-Spagna           | Carlo IV di Spagna                    |  |  |       |  |  |                           |  |  |                              |  |
|                                         |                               | Isabella di Borbone-Spagna           | Maria Luisa di Borbone-Parma          |  |  |       |  |  |                           |  |  |                              |  |
| Francesco Salvatore d'Asburgo-Toscana   |                               | Isabella di Borbone-Spagna           |                                       |  |  |       |  |  |                           |  |  |                              |  |
|                                         | Francesco I delle Due Sicilie | Ferdinando I delle Due Sicilie       |                                       |  |  |       |  |  |                           |  |  |                              |  |
|                                         | Francesco I delle Due Sicilie | Ferdinando I delle Due Sicilie       |                                       |  |  |       |  |  |                           |  |  |                              |  |
|                                         | Francesco I delle Due Sicilie | Maria Carolina d'Asburgo-Lorena      |                                       |  |  |       |  |  |                           |  |  |                              |  |
| Ferdinando II delle Due Sicilie         | Francesco I delle Due Sicilie |                                      |                                       |  |  |       |  |  |                           |  |  |                              |  |
|                                         |                               | Isabella di Borbone-Spagna           | Carlo IV di Spagna                    |  |  |       |  |  |                           |  |  |                              |  |
|                                         |                               | Isabella di Borbone-Spagna           | Carlo IV di Spagna                    |  |  |       |  |  |                           |  |  |                              |  |
|                                         |                               | Isabella di Borbone-Spagna           | Maria Luisa di Borbone-Parma          |  |  |       |  |  |                           |  |  |                              |  |
| Maria Immacolata di Borbone-Due Sicilie |                               | Isabella di Borbone-Spagna           |                                       |  |  |       |  |  |                           |  |  |                              |  |
|                                         |                               | Carlo d'Asburgo-Teschen              | Leopoldo II d'Asburgo-Lorena          |  |  |       |  |  |                           |  |  |                              |  |
|                                         |                               | Carlo d'Asburgo-Teschen              | Leopoldo II d'Asburgo-Lorena          |  |  |       |  |  |                           |  |  |                              |  |
|                                         |                               | Carlo d'Asburgo-Teschen              | Maria Luisa di Borbone-Spagna         |  |  |       |  |  |                           |  |  |                              |  |
| Maria Teresa d'Asburgo-Teschen          |                               | Carlo d'Asburgo-Teschen              |                                       |  |  |       |  |  |                           |  |  |                              |  |
|                                         |                               | Enrichetta di Nassau-Weilburg        | Federico Guglielmo di Nassau-Weilburg |  |  |       |  |  |                           |  |  |                              |  |
|                                         |                               | Enrichetta di Nassau-Weilburg        | Federico Guglielmo di Nassau-Weilburg |  |  |       |  |  |                           |  |  |                              |  |
|                                         |                               | Enrichetta di Nassau-Weilburg        | Luisa Isabella di Kirchberg           |  |  |       |  |  |                           |  |  |                              |  |
|                                         |                               | Enrichetta di Nassau-Weilburg        |                                       |  |  |       |  |  |                           |  |  |                              |  |